# Philippe-Ernest de Schleswig-Holstein-Sonderbourg-Glücksbourg
Philippe-Ernest de Schleswig-Holstein-Sonderbourg-Glücksbourg, (en allemand Philipp Ernst von Schleswig-Holstein-Sonderburg-Glücksburg), né en 1673, décédé en 1729.
Il est duc de Schleswig-Holstein-Sonderbourg-Glücksbourg de 1698 à 1729.

## Famille
Fils de Christian de Schleswig-Holstein-Sonderbourg-Glücksbourg et de sa deuxième épouse Agnès-Hedwige de Schleswig-Holstein-Plön.

### Mariages et descendance
En 1699, Philippe-Ernest épouse Christiane de Saxe-Eisenberg (†1722, fille de Christian de Saxe-Eisenberg et de sa première épouse Christiane de Saxe-Mersebourg).
Huit enfants sont nés de cette union :
- Christine de Schleswig-Holstein-Sonderbourg-Glücksbourg (1699-1749)
- Frédéric de Schleswig-Holstein-Sonderbourg-Glücksbourg (1701-1766), duc de Schleswig-Holstein-Sonderbourg-Glücksbourg
- Christian de Schleswig-Holstein-Sonderbourg-Glücksbourg (1702-1703)
- Charles de Schleswig-Holstein-Sonderbourg-Glücksbourg (1706-1761), en 1749, il épouse Anne de Lippe (1724-1796), (fille du comte Christophe de Lippe)
- Louise de Schleswig-Holstein-Sonderbourg-Glücksbourg (1709-1782) elle est abbesse de Wallöe
- Charlotte de Schleswig-Holstein-Sonderbourg-Glücksbourg (1710-1777)
- Sophie de Schleswig-Holstein-Sonderbourg-Glücksbourg (1714-1736)
- Christian de Schleswig-Holstein-Sonderbourg-Glücksbourg (1724-1726).

Veuf, Philippe de Schleswig-Holstein-Sonderbourg-Glücksbourg épouse Charlotte d'Oldenbourg (†1760, fille de Frédéric d'Oldenbourg).
Philippe-Ernest succéda à son père en 1698.

## Généalogie
Philippe-Ernest de Schleswig-Holstein-Sonderbourg-Glücksbourg appartient à la seconde branche issue de la première branche de la Maison de Schleswig-Holstein-Sonderbourg, elle-même issue de la première branche de la Maison d'Oldenbourg. Cette seconde lignée s'éteignit en 1779 avec le décès de son petit-fils Frédéric-Henri-Guillaume de Schleswig-Holstein-Sonderbourg-Glücksbourg.